# KZ Columbia

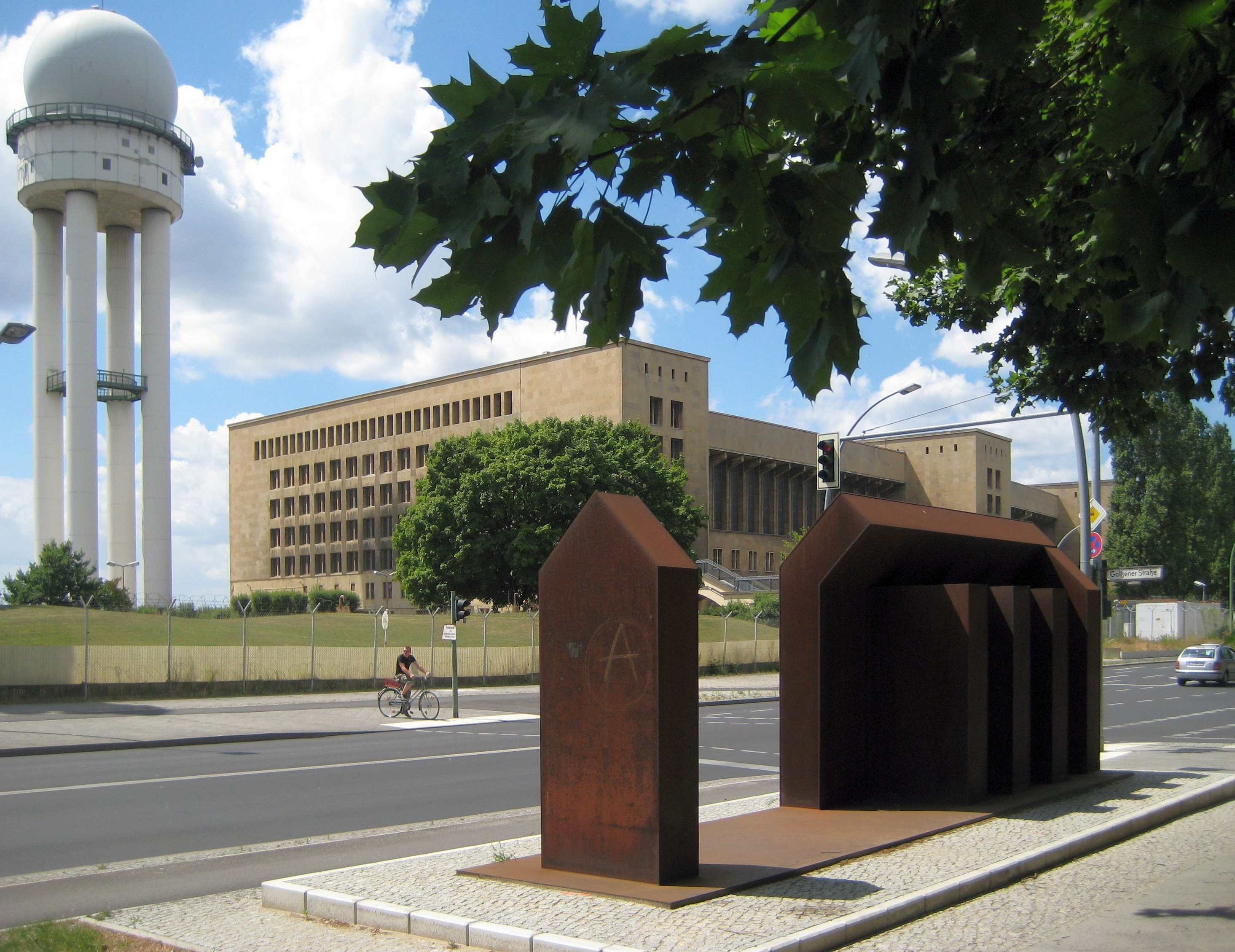
Mahnmal KZ Columbia am Columbiadamm, nahe dem ehemaligen Flughafen Tempelhof

Das Konzentrationslager Columbia (kurz: KZ Columbia oder K.L. Columbia bzw. KL Columbia, auch bekannt als KZ Columbia-Haus oder nur Columbia-Haus; eine seltenere Schreibweise war KZ Columbiahaus; K.L. bzw. KL waren die im offiziellen SS-Schriftverkehr verwendeten Abkürzungen für „Konzentrationslager“) war ein nationalsozialistisches Konzentrationslager am nördlichen Rand des Tempelhofer Feldes.
Das Gebäude wurde um 1900 als Militär-Arrest-Anstalt an der Prinz-August-von-Württemberg-Straße (seit 1929: Columbiastraße, seit 1950: Columbiadamm) errichtet und ab 1933 zunächst als Gestapo-Gefängnis benutzt. Das eigentliche Konzentrationslager wurde am 27. Dezember 1934 eröffnet und bestand offiziell bis zum 5. November 1936. Durch seine Lage nahe der Berliner Innenstadt waren viele prominente Persönlichkeiten des politischen Lebens im Columbia-Haus inhaftiert. Anlässlich des seinerzeitigen Neubaus des Flughafens Tempelhof wurde das Columbia-Haus 1938 abgerissen. An die Geschichte des Ortes erinnert seit 1994 ein Mahnmal.

## Militärarrestanstalt

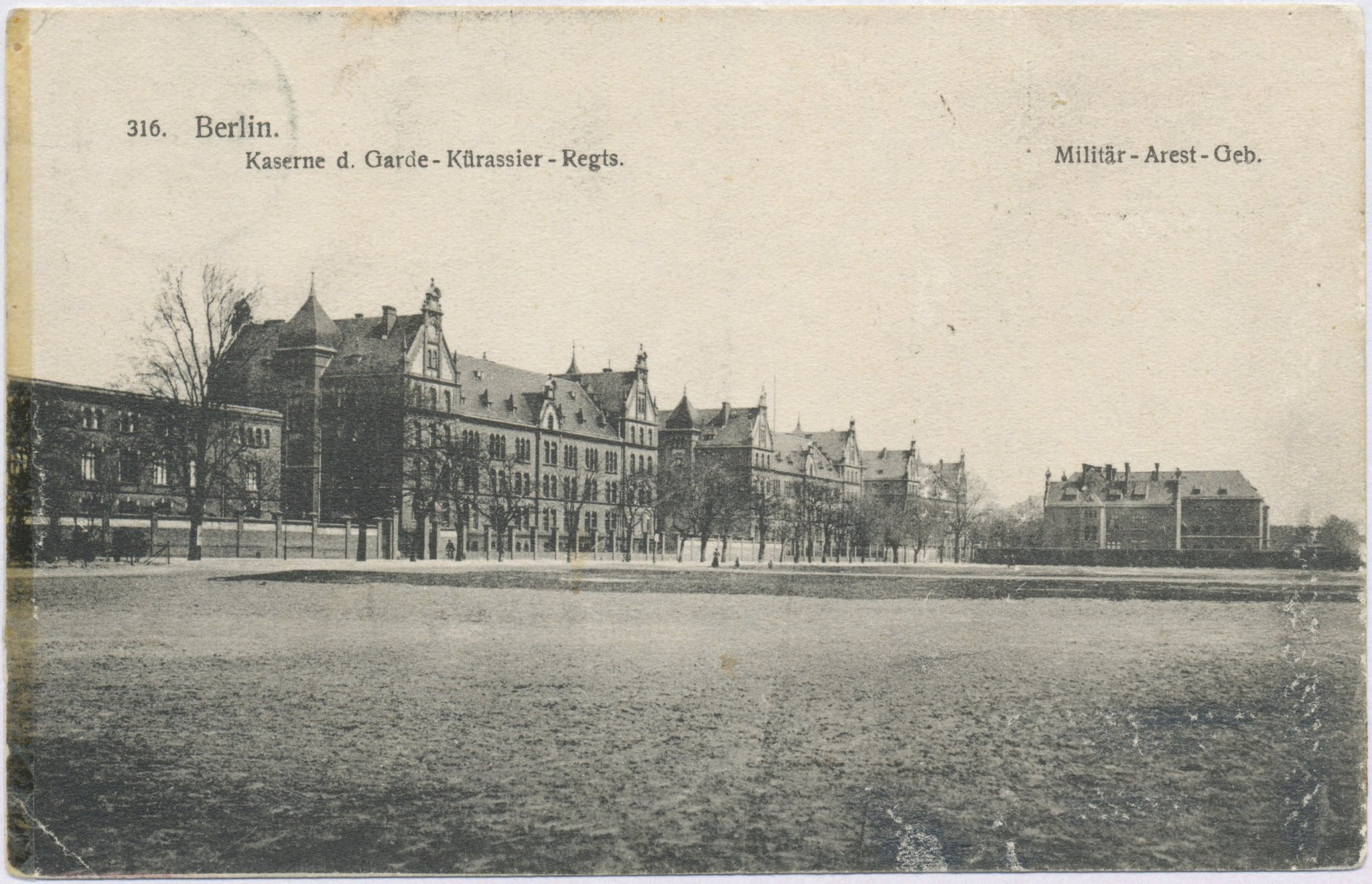
Kaserne des Garde-Kürassier-Regiments und die Militär-Arrest-Anstalt (rechts) um 1905

Die Militär-Arrest-Anstalt auf einem Plan von 1905 am unteren Bildrand rechts

Aufgrund von Kapazitätsproblemen in bestehenden Berliner Militärgefängnissen (Moabit, Lehrter Straße sowie in Spandau im späteren „Kriegsverbrechergefängnis“) wurde 1896 auf dem Tempelhofer Feld gegenüber der Kaserne des Königin Augusta Garde-Grenadier-Regiments Nr. 4 (ab 1948: Polizeipräsidium, später: Direktion 5 – Abschnitt 52 der Polizei des Landes Berlin) eine neue Militär-Arrest-Anstalt errichtet, in der verurteilte Soldaten inhaftiert wurden. Während das Kasernengelände ab 1861 zur Tempelhofer Vorstadt gehörte und mit dieser 1920 zum Berliner Bezirk Kreuzberg kam, verblieb das direkt angrenzende Grundstück der Militärarrestanstalt im Bezirk Tempelhof. 
Das Areal bestand aus einem Gefängnisgebäude mit 156 Zellen, einem Gerichtsgebäude, einem Beamtenwohngebäude und weiteren Nebengebäuden. Nach dem Ersten Weltkrieg wurde das Militärgefängnis in ein Polizeigefängnis umgewandelt und stand von Ende der 1920er Jahre bis 1933 leer.

## 1933: Nutzung durch die Gestapo
Durch die Verhaftungswellen, mit denen kurz nach der Machtergreifung durch die Nationalsozialisten die politische Opposition ausgeschaltet wurde, war das an der Gestapo-Zentrale in der Prinz-Albrecht-Straße 8 in Kreuzberg geschaffene Gefängnis bald überfüllt. Spätestens ab Juli 1933 nutzte die Gestapo das Columbia-Haus als Haftanstalt für politische Gefangene. Obwohl neben der Gestapo-Zentrale ihr noch die Haftanstalt Spandau zur Verfügung stand, richtete die politische Polizei mit dem Columbia-Haus ein neues Gefängnis ein. Hintergrund war, dass die Spandauer Vollzugsbeamten, die noch in der preußischen Gefängnisordnung verwurzelt waren, den neuen Machthabern als „zu lax“ galten.
Im Juli 1933 waren 80 Männer im Columbia-Haus inhaftiert, die Zahl stieg jedoch rasch an. Im September waren es bereits 300 Häftlinge, im Februar 1934 lag die Zahl bei 450 Gefangenen. Aufgrund der drastischen Überbelegung der 156 vorhandenen Zellen waren die Lebensumstände unmenschlich. Es wurden als Wachmannschaft neben der Gruppe Wecke auch SS-Männer des „SS-Abschnitts III Berlin-Brandenburg“ unter der Oberaufsicht des SS-Oberführers Max Henze und des Kommandanten SS-Truppführer Othmar Toifl eingesetzt. Die Wachmannschaft hatte völlig freie Hand bei der Behandlung der Gefangenen erhalten; Versuche der noch nicht völlig gleichgeschalteten Justiz, sich mit den Vorgängen zu befassen, verhinderte Hitler durch persönliche Intervention beim Justizministerium. So kam es regelmäßig zu Misshandlungen und auch zu Morden.
Als schließlich die Folterungen im KZ Columbia auch in der Berliner Bevölkerung bekannt wurden und ein sehr negatives Echo fanden, sah sich das Geheime Staatspolizeiamt (Gestapa) genötigt, hier einzugreifen, um Bevölkerung und Ausland „nicht unnötig zu beunruhigen“. Im September 1934 wurde durch das Gestapa die Schikanierung und Folterung von Häftlingen ausdrücklich verboten. Die Situation der Insassen besserte sich dadurch jedoch kaum. Zwar gingen willkürliche Folterungen und Tötungen zurück, aber Misshandlungen wurden nun durch eine neue, äußerst strenge Lagerordnung lediglich „legalisiert“, denn diese Lagerordnung sah selbst für geringste Verstöße drakonische Maßnahmen vor. Terror und Schrecken waren also durch das Einführen einer Lagerordnung kaum gemildert, sondern im Gegenteil in „geregelte Bahnen“ geleitet worden.
Das KZ Columbia blieb jedoch ein „Sorgenkind“ der SS. Immer wieder kam es zu schweren Übertretungen der Disziplin durch das Führungspersonal. Wenige Wochen nach seiner Einsetzung als Hundertschaftsführer im Mai 1935 betrank sich der spätere Kommandant des KZ Flossenbürg Jakob Weiseborn während seines Wachdienstes im KZ Columbia, und der ersatzgestellte Unterführer Dannecker – später Vertrauter Eichmanns und Deportationsspezialist – fälschte das Wachbuch, um Weiseborn zu schützen. Dies war der letzte einer Reihe von Gründen, die gesamte Führung des KZ Columbia im Sommer 1935 auszutauschen.
Es ist nicht bekannt, ob die angedrohten disziplinarischen Maßnahmen gegen Wachmänner über eine Versetzung an einen anderen Ort hinausgingen.

## Konzentrationslager

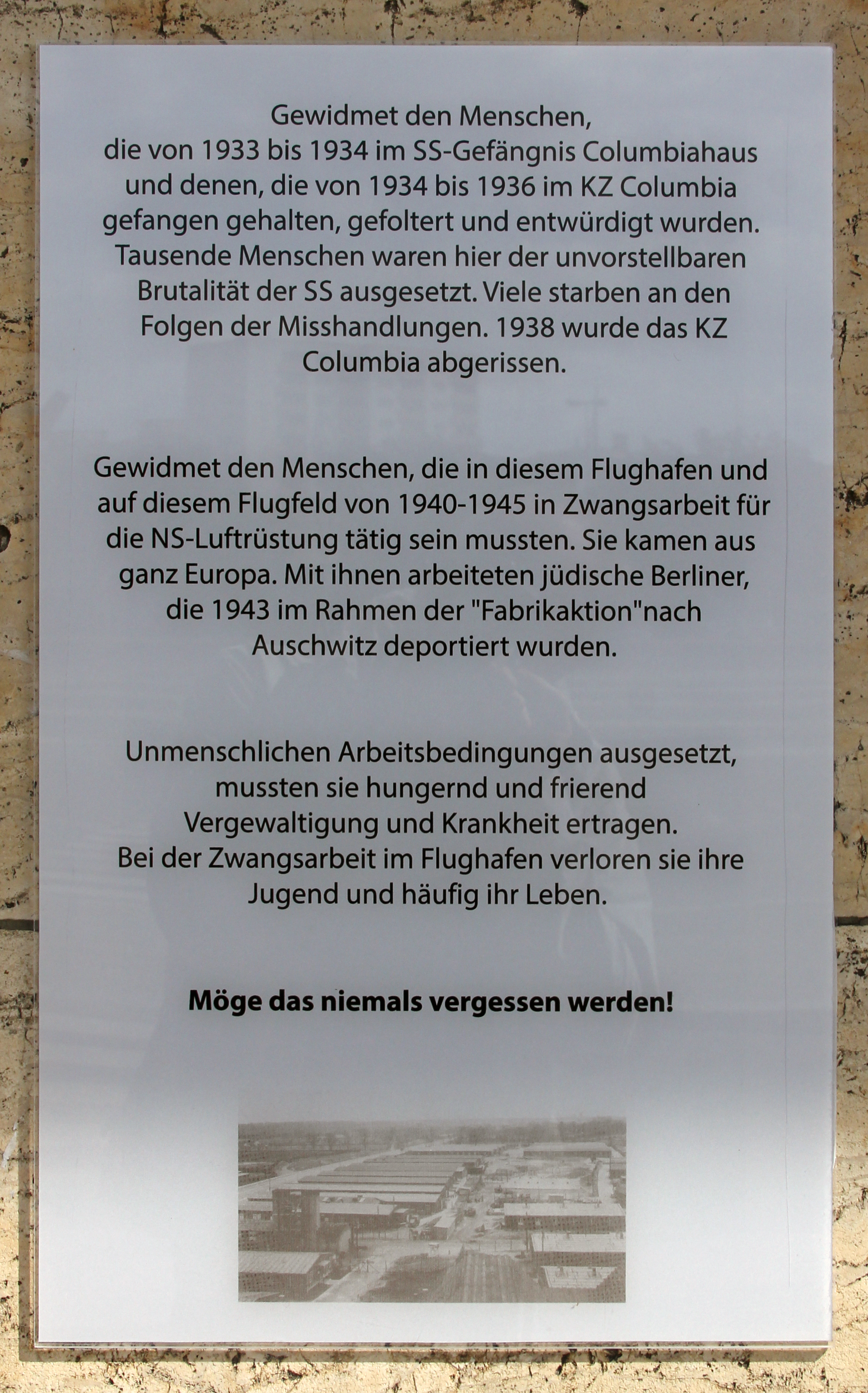
Gedenktafel, Platz der Luftbrücke 5, Berlin-Tempelhof

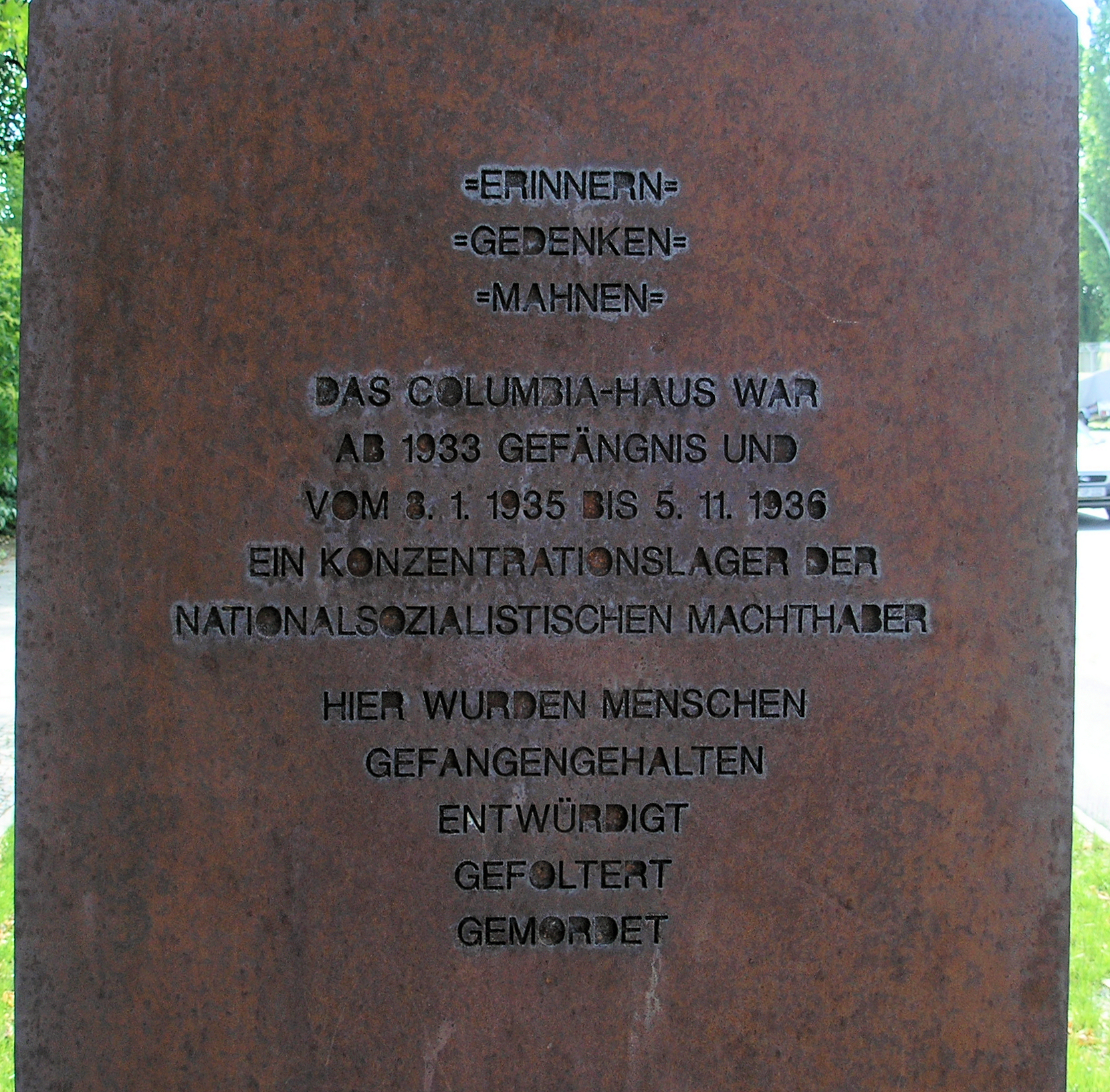
Inschrift des Mahnmals am Columbiadamm 71: =Erinnern=
Gedenken=
Mahnen=
Das Columbia-Haus war
ab 1933 Gefängnis und
vom 8.1.1935 bis zum 5.11.1936
ein Konzentrationslager der
nationalsozialistischen Machthaber
Hier wurden Menschen
gefangengehalten
entwürdigt
gefoltert
gemordet

Das Columbia-Haus war bis April 1934 der geheimen Staatspolizei Preußens unterstellt. Der exakte Zeitpunkt geht aus den Unterlagen des Geheimen Staatsarchivs nicht hervor. Ab April aber verfügte das K.L. Columbia bereits über einen eigenen Haushalt und war der SS unterstellt. Hintergrund war, dass die Gestapo Preußens dem kommissarischen preußischen Innenminister und ab April 1934 Ministerpräsidenten Preußens, Hermann Göring, unterstellt war, der die SS als persönliches Machtinstrument auf dem Weg zur Macht aufstellte. Nach seiner Ernennung übertrug Göring das Amt des Innenministers an Hermann Frick, der das Ministerium mit dem Reichsministerium vereinigte. Die Polizei war weiterhin dem Ministerpräsidenten unterstellt. Alle frühen Lager wurden im Spätherbst 1933 wieder aufgelöst, sofern sie nicht der Gestapo unterstellt waren oder mit dieser zusammenarbeiteten. Die Monate Dezember 1933 bis April 1934 sind unbefriedigend belegbar. Bereits vor dem Röhm-Putsch war das nunmehrige K.L. Columbia das reichsweit zweite Konzentrationslager der SS. Das war um so wichtiger, als Wolf-Heinrich von Helldorff, der spätere Berliner Polizeipräsident, bereits im März 1933 in die SS eintrat und eine Verzahnung zwischen SS und Polizei bereits früh vorwegnahm. Als ‚K.L. Columbia‘ gehörte das Lager ab November 1934 zur Inspektion der Konzentrationslager (IKL). Organisatorisch endete damit die willkürliche Terrorherrschaft und wurde durch den systematischen Terror des Dachauer Modells ersetzt. Für die Häftlinge änderte sich damit nur wenig.
Als KZ unterschied sich das Columbia von den anderen Lagern, die bis dahin der IKL unterstellt waren. In Dachau oder der Lichtenburg wurden Gefangene bereits auf Dauer verwahrt, ihre Haftzeit wurde von der Gestapo alle drei Monate „automatisch“ verlängert. Das war auch im KL Columbia der Fall, wie anhand der Haftzeiten vieler Häftlinge belegt werden kann. Zusätzlich diente das KZ Columbia aber auch der befristeten Unterbringung von Häftlingen, deren Verhöre noch nicht abgeschlossen waren und die dazu relativ regelmäßig wieder in die Prinz-Albrecht-Straße 8 gebracht wurden. Viele Verhöre, so des Probstes Bernhard Lichtenberg, fanden aber im Keller des K.L. Columbia statt, sodass das Konzentrationslager zugleich eine Verhöraußenstelle des Prinz-Albrecht-Palais und späteren R.SH.A. darstellte. Somit blieb das Columbia-Haus auch unter der IKL „eine Art Außenstelle der Gestapo-Zentrale“.

### Häftlinge
Wie in den meisten anderen frühen Konzentrationslagern waren im Columbia-Haus vornehmlich bis 1935 politische Häftlinge untergebracht. Mit ihrer Verhaftung hielt die NS-Führung die Opposition vom politischen Leben in der Konsolidierungsphase der nationalsozialistischen Herrschaft fern. Insgesamt waren etwa 10.000 Gefangene während der Existenz des KZ inhaftiert. Im Durchschnitt befanden sich rund 400 Häftlinge gleichzeitig im Lager. Sie waren den Willkürmaßnahmen der SS-Wachen ausgesetzt. Der Inspekteur der Konzentrationslager, Theodor Eicke, entfernte konsequent alle SS-Führer, die nach seiner Meinung „zu weich“ waren. Die Häftlinge mussten eine Reihe von Baumaßnahmen durchführen, beispielsweise die Fahrbahn im Hof pflastern oder die Wachstube erneuern. Für die Verbesserung der Unterbringungsqualität der Gefangenen wurde ab 1933 etwas getan, indem Toiletten eingebaut wurden. Dieses geschah aber nicht zur Hebung des Wohles der Gefangenen, sondern weil sich die Wachmannschaften über den Gestank beschwerten. Das Militärgefängnis war wegen baulicher Mängel gesperrt worden, die Häftlinge wurden eingesetzt, diese zu beheben. Zu den Häftlingen zählten 20 Zeugen Jehovas.
Ab November 1934 wurden zunehmend homosexuelle Männer und Jungen eingeliefert. Da viele der Jungen als „Sexarbeiter“ tätig waren sowie häufig auch als Diebe, Einbrecher oder Hehler „arbeiteten“, nahm mit ihren Verhaftungen auch die Zahl der als sogenannte „Asoziale“ verhafteten Jungen und Männer deutlich zu. Ab 1935 warteten Hunderte Männer, denen „Unzucht mit Männern“, „Kuppelei mit Jungen“, oder „Unzucht mit Schutzbefohlenen oder Minderjährigen“ vorgeworfen wurde, auf ihren Prozess. Unter den Männern waren HJ-Jungen, Pfadfinder, evangelische und katholische Geistliche und sogar Beamte. Es steht zu vermuten, dass angesichts der propagierten restriktiven Sexualmoral im NS-Staat der Vorwurf vor allem zur Disziplinierung und Überwachung der Bevölkerung diente. Zudem konnten Konkurrenten um politische Posten denunziert oder bequem Eigentum der katholischen Kirche beschlagnahmt werden.

### Wachmannschaften
Die Wachtruppe stellte ab dem 1. April 1935 die neu aufgestellte SS-Wachtruppe Oranienburg-Columbia, die später in SS-Wachverband Brandenburg umbenannt wurde. Dem Wachverband gehörten zu dieser Zeit 155 SS-Männer zuzüglich 39 SS-Anwärtern an. Ende Mai 1935 war diese Zahl bereits auf 273 SS-Männer und 64 Anwärter gestiegen. Ab 1936 hieß der Wachverband SS-Totenkopfverband Brandenburg und zählte 420 Mann. Bei der Auflösung des KZ im Oktober 1936 versahen 531 SS-Männer und 30 Kommandanturangehörige ihren Dienst bei der Wachtruppe.
Das Columbia war für viele spätere KZ-Kommandanten eine ihrer ersten Karrierestationen. Als das Columbia-Haus im Dezember 1934 zum KZ wurde, wurde auch der bisherige Gefängnisleiter SS-Sturmbannführer Walter Gerlach abgelöst, der diesen Posten seit dem 1. August 1934 innegehabt hatte. Adjutant von Gerlach war der spätere Lagerkommandant der KZ Majdanek und Auschwitz I, Arthur Liebehenschel, der ebenfalls abgelöst und in das KZ Lichtenburg versetzt wurde.
Nachfolger von Gerlach wurde der SS-Oberführer Alexander Reiner, der lediglich durch einen achttägigen Vorbereitungskurs im KZ Dachau mit dem Konzentrationslagerwesen in Berührung gekommen war. Gegen Reiner und seinen Stellvertreter Hans Schmidt wurde 1935 wegen zweier Mordfälle an Häftlingen ermittelt. Nach seiner späteren Ablösung folgte ihm der SS-Obersturmführer Karl Otto Koch, der als späterer Kommandant von Sachsenhausen und Buchenwald berüchtigt war. Wegen seiner Brutalität hielt ihn Eicke für den richtigen Mann. Am 1. April 1936 wurde Koch als Kommandant nach Esterwegen versetzt.
Der SS-Oberführer Heinrich Deubel übernahm als letzter Kommandant die Führung des Columbiahauses. Er wurde am 22. September 1936 abgelöst, da er als „zu weich“ galt. Bis zur Auflösung des Lagers übernahm Deubels Adjutant Max Koegel, später Kommandant in Majdanek und Flossenbürg, kommissarisch die Leitung des KZ. Zu den späteren KZ-Kommandanten, die auch im Columbia-Haus „gelernt“ haben, gehörten auch Richard Baer (KZ Auschwitz und KZ Mittelbau), Max Koegel (Frauen-KZ Ravensbrück) und Albert Sauer (KZ Riga-Kaiserwald).

### Flucht von Hans Bächle
Im April 1935 flüchtete der SS-Sturmmann Hans Bächle zusammen mit den Gefangenen Hausmann und Wiendig aus dem Columbiahaus über Prag und die Schweiz nach Luxemburg.
Bächle war aufgrund mangelnder Anerkennung und schlechter Bezahlung unzufrieden. Für den inhaftierten ehemaligen Kommandanten des Freikorps Oberland, Josef Römer, hatte Bächle bereits Post und Geld in das Lager geschmuggelt. Über Römer wurden Hausmann und Wiendig, beide enge Mitarbeiter des ebenfalls inhaftierten ehemaligen schlesischen Gauleiters Helmuth Brückner, mit Bächle bekannt gemacht. Dieser ließ sich überreden, die Fluchtpläne von Hausmann, Wiendig und Römer zu unterstützen.
Römer blieb letztlich freiwillig im KZ zurück. Die drei anderen Männer flohen am 20. April 1935 mit einem von Bächle organisierten Wagen in die Tschechoslowakei. Begünstigt wurde ihre Flucht dadurch, dass der damalige Kommandant Reiner wegen des Mordes an zwei Häftlingen beurlaubt worden war und in der SS-Wachtruppe Verunsicherung herrschte. Am 23. Mai 1935 erschien in der Arbeiter-Illustrierten-Zeitung im Prager Exil eine Reportage, in der Bächle die Zustände im KZ aufdeckte. Als Konsequenz dieser aus Sicht der Machthaber ungeheuren propagandistischen Katastrophe wurde Reiner abgelöst.

### Auflösung des KZ
Mit dem geplanten Großprojekt des Flughafens Tempelhof wurde die Auflösung des KZ Columbia beschlossen. Die Columbia-Häftlinge sollten in ein neues zentrales Konzentrationslager bei Berlin verlegt werden – das KZ Sachsenhausen. Die Baupläne für Sachsenhausen wurden zunächst im frühen Lager Oranienburg, dann im K.L. Columbia ausgearbeitet. Zusammen mit Häftlingen des KZ Esterwegen errichteten die Insassen des Columbia das KZ Sachsenhausen. Das Gelände des Columbia ging am 1. Oktober 1936 an das Reichsluftfahrtministerium. Am 5. November 1936 wurde das KZ Columbia schließlich auch offiziell aufgelöst. Fotos von der Baustelle des Tempelhofer Flughafens zeigen, dass die Gebäude des KZ noch mindestens bis zum März 1938 existierten.

## Mahnmale
An das KZ Columbia-Haus erinnert seit Dezember 1994 eine Mahnskulptur. Sie befindet sich in der Nähe des ehemaligen Lagergeländes an der Einmündung der Golßener Straße in den Columbiadamm im Ortsteil Kreuzberg. Das vom Bildhauer Georg Seibert konzipierte stählerne Mahnmal bildet ein Haus mit Gefängniszellen nach.
Im September 2018 hatten die Bezirksverordneten in Tempelhof-Schöneberg die Einrichtung eines Ausschusses beschlossen, um einen „adäquaten Gedenkort für die Opfer des KZ  Columbia-Haus am authentischen Standort“ zu schaffen. Es fand ein deutschlandweiter Gestaltungswettbewerb für einen „Temporären Erinnerungsort KZ  Columbia“ am ehemaligen Flughafen Tempelhof statt. Die Auswahlkommission verkündete am 27. November 2020 den Siegerentwurf vom Berliner Architekten Martin Bennis und dem Weidner-Händle-Atelier aus Stuttgart: ein 42  Meter langer und 1,20 Meter hoher Schriftzug „Nicht mehr zu sehen“. Was ist denn da nicht mehr zu sehen? Das sollen sich vorbeikommende Passanten in Zukunft fragen. Das Erinnerungszeichen an einer Böschung in der Nähe des Radarturms wird im September 2024 eröffnet. Die Buchstaben bestehen aus Stahlrahmen, die mit Backsteinschutt gefüllt sind.

## Prominente Häftlinge
- Leo Baeck (1873–1956), Rabbiner
- Karl Baier (1887–1973), Politiker (SAPD)
- Georg Benjamin (1895–1942), Mediziner, jüdischer Widerstandskämpfer
- Leo Christoph (1901–1985), katholischer Theologe, Sekretär des Großdechanten Franz Dittert in Mittelwalde
- Theodor Duesterberg (1875–1950), Funktionär, Vorsitzender des Stahlhelmbundes
- Hermann Duncker (1874–1960), Gewerkschaftsfunktionär
- Friedrich Ebert junior (1894–1979), Politiker (SPD), Mitglied des Reichstags
- Johann Fladung (1898–1982), KPD-Funktionär, Kulturpolitiker, Verleger und Publizist.
- Heinrich Gattineau (1905–1985), SA-Standartenführer, später Direktor der I.G. Farben AG
- Theodor Haubach (1896–1945), Journalist, Politiker (SPD)
- Ernst Heilmann (1881–1940), Jurist, Politiker (SPD)
- Kurt Hiller (1885–1972), Schriftsteller, Publizist
- Erich Honecker (1912–1994), hauptamtlicher Funktionär der KPD
- Lambert Horn (1899–1939), Politiker (KPD), Mitglied des Preußischen Landtags
- Berthold Jacob (1898–1944), Journalist, Pazifist
- Albin Karl (1889–1976), Gewerkschafter
- Michael Kazmierczak (1898–1933), Politiker (KPD)
- Robert Kempner (1899–1993), Jurist
- Eberhard Koebel (1907–1955), Autor und Gründer der Jungenschaft
- Hans Litten (1903–1938), Rechtsanwalt, Strafverteidiger
- Louis Müldner von Mülnheim (1876–1945), Hofbeamter
- Theodor Neubauer (1890–1945), Soziologe, Pädagoge, Politiker (KPD), Mitglied des Reichstags
- Josef Römer (1892–1944), Jurist
- John Schehr (1896–1934), Politiker, kurzzeitig Vorsitzender der KPD, ermordet (möglicherweise im Columbiahaus)
- Karl Schirdewan (1907–1998), hauptamtlicher Funktionär der KPD
- Emil Schönfeld (1885–1966), Gewerkschafter
- Eugen Schönhaar (1898–1934), Funktionär der KPD
- Werner Seelenbinder (1904–1944), Sportler, Kommunist
- Wolfgang Szepansky (1910–2008), Widerstandskämpfer, Autor und Maler
- Ernst Thälmann (1886–1944), Politiker, Vorsitzender der KPD, Mitglied des Reichstags
- Armin T. Wegner (1886–1978), pazifistischer Schriftsteller
- Carl Welkisch (1888–1984), Geistheiler, Mystiker